# Панкеуе
Панкеуе (ісп. Panquehue) — селище в Чилі. Адміністративний центр однойменної комуни. Населення селища - 2904 чоловік (2002). Селище і комуна входить до складу провінції Сан-Феліпе-де-Аконкагуа і регіону Вальпараїсо.
Територія — 121,9 км². Чисельність населення— 7 273 мешканців (2017). Щільність населення - 59,7 чол./км².

## Розташування
Селище розташоване за 80 км на північний схід від адміністративного центру області міста Вальпараїсо та за 12 км на південний схід від адміністративного центру провінції міста Сан-Феліпе.
Комуна межує:
- на півночі - з комуною Сан-Феліпе
- на сході - з комуною Сан-Феліпе
- на південному сході - з комуною Ринконада
- на півдні - з комуною Лляйлляй
- на північному заході - з комуною Катему